# José Antonio Remón Cantera
Pour les articles homonymes, voir Remón.
José Antonio Remón Cantera, né le 11 avril 1908 et mort le 2 janvier 1955, est un homme politique panaméen.
Il est président du Panama de 1952 à 1955, année de son assassinat.